# Ehlers–Danlos-szindróma
Az Ehlers–Danlos-szindróma (EDS) egy ritka örökletes betegség, ami a kötőszöveti rendellenességek egy csoportja. Az EDS-nek neuromuszkuláris (idegizomzati) szövődményei léphetnek fel, beleértve a szem szövődményeit is. Sok EDS-es beteg nehézségekkel küzd az egészségügyi rendszerrel való elégedetlenség miatt. Társadalmilag nehéz helyzetet okoz nekik az is, hogy a súlyos fájdalmaik ellenére egészségesnek tűnnek. Mivel az EDS-es betegek egészségesnek látszanak, ezt az állapotot láthatatlan fogyatékosságnak is nevezhetjük.
Az EDS a kollagén vagy a kollagénnel kapcsolatban álló fehérjék felépítésének, előállításának, feldolgozásának zavarából adódik. A kötőszövetben található kollagén segít megelőzni a szövetek deformációját. A kollagén fontos szerepet játszik a szövetek fizikai erejében. Ha a kollagén eltér a normálistól, akkor a szövetek rugalmasabbak lesznek a kelleténél. Egyes esetekben ez akár életveszélyes is lehet. Az EDS-ben szenvedőket gyakran hipochondriával, depresszióval, krónikusfáradtság-szindrómával és más állapotokkal diagnosztizálják (félre), mert a szakemberek általában szegényes tudással rendelkeznek az EDS-ről.
Az EDS-re nincs gyógymód. Különböző terápiás megoldások azonban léteznek; ilyen például az emésztő-, kiválasztó-, és szív-és érrendszer megfigyelése. A foglalkozás- és fizioterápia, valamint a javulást szolgáló műtétek hasznosak lehetnek a gyakori sérülésekkel és a fájdalommal szemben, ami az EDS bizonyos típusaiban alakul ki, bár fokozott elővigyázatosság ajánlott a végleges károsodások elkerülése végett. Az EDS egy krónikus fájdalommal járó betegség, amely a betegek számára mindennapos fájdalommal jár.
Az EDS világszerte ötezerből egy embert érint. A túlzott mobilitás jelenségét először Hippokratész írta le 400-ban. A szindróma két orvosról, a dán Edvard Ehlersről és a francia Henri-Alexandre Danlosról kapta a nevét, akik a 20. század fordulóján írták le az állapotot.

## Tünetek

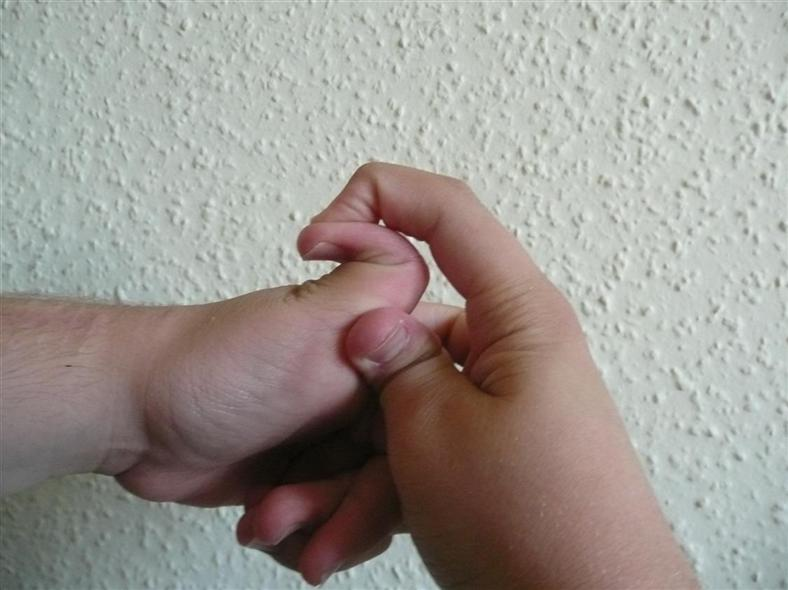
EDS-es személy a hipermobilis ízületeket prezentálja

A jelek tág eltéréseket mutatnak attól függően, hogy melyik EDS-típusról van szó. Azonban bármelyik típusról legyen is szó, a tüneteket minden esetben a kollagén meghibásodása vagy csökkenése okozza. Az EDS általában hatással van az ízületekre, a bőrre és az erekre. Az alábbi listán a tünetek láthatók.

### Mozgásszervi
- Tág határok között mozgatható ízületek[13]
- Instabil ízületek, amelyek hajlamosak a rándulásra, ficamra, részleges ficamra[14]
- Mellkaskimeneti tünetegyüttes (TOS)
- Korán fellépő porckopás[15]
- Krónikus, degeneratív ízületi betegségek[15]
- Az ujjak „hattyúnyak”-deformitása[16]
- Az ujjak Bouttonniere-féle deformációja
- Inak és izmok szakadása[17]
- A gerinc elváltozásai, pl. gerincferdülés, kyphosis, „kipányvázott” gerincvelő-szindróma[18]
- Myalgia (izomfájdalom), ízületi fájdalom,[19] amely súlyos lehet
- Trendelenburg-tünet[20]
- Osgood–Schlatter-féle betegség[21]

### Bőr
- Sebezhető, sérülékeny bőr[15]
- Atrófiás hegek[22][23]
- Könnyen keletkező véraláfutások[13]
- Fölösleges bőrredők[15]
- Molluscoid pseudotumorok (bőrfelszínből kiemelkedő sebek),[24] különösen a könyökön és a térden
- Szubkután spheriodok (a bőraljában található apró, mozgatható csomók)
- Livedo reticularis (hálózatos bőrrajzolat)

### Kardiovaszkuláris
- Artériás szakadás[13]
- Szívbillentyűhibák, pl. mitrális prolapsus, amely fokozza a szívbelhártya-gyulladás kockázatát műtét közben. Ez akár életveszélyes szintű is lehet.[25] A szív ingerületvezetési zavarai jellemzők az EDS hipermobilitás-típusában szenvedőknél.[26]
- Értágulat és/vagy szakadás (aneurizma) a felszálló aortában[27]
- Poszturális ortosztatikus tachycardia szindróma
- Raynaud-jelenség
- Visszér
- Szívzörej
- A szív ingerületvezetési zavarai

### Egyéb jellemzők vagy szövődmények
- Rekeszsérv[24]
- Gastrooesophagealis reflux (GERD)
- Gyomor-bélrendszeri renyheség[28]
- Diszautonómia[29]
- Gorlin-jel (a nyelv eléri az orrot)[30]
- Anális prolapsus[24]
- Tüdő összeesése (spontán pneumothorax)[15]
- Idegleszorítással kapcsolatos betegségek (kéztőalagút-szindróma, idegkárosodás, neuropátia)[31]
- Érzéketlenség a helyi érzéstelenítőkre.[32]
- Arnold–Chiari malformáció (agyi rendellenesség)[33]
- Thrombocyta-halmozódási hiba (A vérlemezkék nem halmozódnak rendesen)[34]
- Terhességi szövődmények: fájdalom, enyhe vagy közepes fokú szülés előtti vérzés, méhnyak-elégtelenség, méhszakadás,[17] vagy idő előtti burokrepedés.[35]
- Alvási apnoe[36]
- Koponya-gerinc instabilitása: fej-nyaki traumák, pl. agyrázkódás következtében alakul ki. A nyak körüli szalagok nem gyógyulnak megfelelően, ezért a nyaki szerkezet nem képes megtámasztani a koponyát, amely aztán süllyedni kezd az agytörzsbe, ami gátolja az agyi-gerincvelői folyadék áramlását, aminek következtében a vegetatív idegrendszer károsodása léphet fel.[37]

Mivel az EDS-es betegeket gyermekkorban félrediagnosztizálják vagy állapotuk diagnosztizálatlan marad, néhány esetben tévesen gyermekbántalmazást sejtenek a háttérben.
A fájdalom, ami az állapothoz társul, egy súlyos szövődmény.

## Genetika

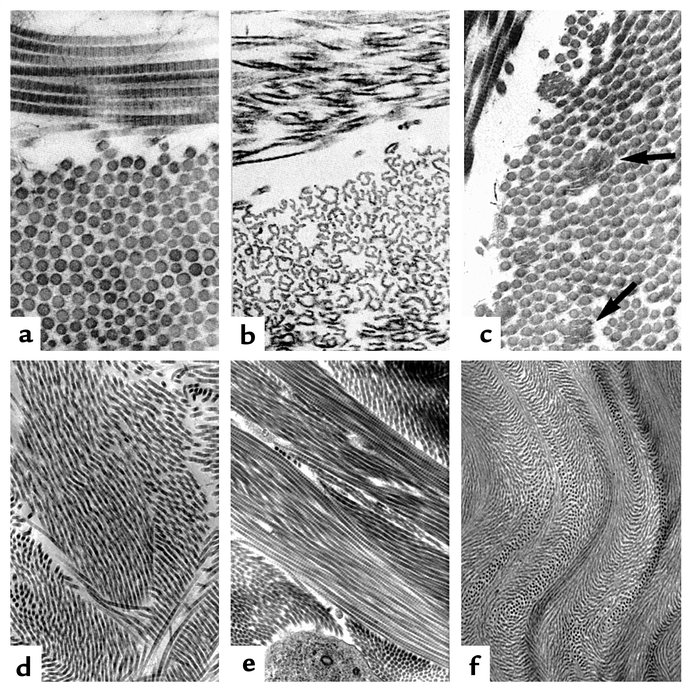
A kollagénrostok és az EDS. (a) A normál kollagénrostok egységes méretűek és egymástól elkülönülnek. A kollagénrostok egy dermatosparaxis-os betegben (b) drámai eltérést mutatnak a rost alakját tekintve, melynek komoly következményei vannak a kötőszövet szakítószilárdságára. A klasszikus típusú EDS-ben szenvedőkben vegyes kollagénrostok vannak. (c) Egy TNX-hiányos betegben (d) egységes méretű, nem összetett rostok láthatók. A TNX-null (e) rostok kevésbé sűrűn helyezkednek el, és nem igazodnak a szomszédos rostokhoz.

Ahogyan az "Osztályozás" rovatban is áll, csak néhány EDS típusra jellemző, hogy egy bizonyos genetikai kombinációhoz kötődik (szemben az epigenetikai és környezeti tényezőkkel).
Az alábbi gének mutációi okozhatják az Ehlers–Danlos-szindróma altípusait:
- Rostos fehérjék: COL1A1, COL1A2, COL3A1, COL5A1, COL5A2, TNXB
- Enzimek: ADAMTS2, PLOD1, B4GALT7, DSE, D4ST1/CHST14

Ezen gének mutációi megváltoztatják a kollagén vagy az azzal kapcsolatba lépő fehérjék szerkezetét, előállítását, folyamatait. A kollagén biztosítja a kötőszövetek felépítését és erősségét. A kollagénben fellépő hiba gyengítheti a bőr, a csontok, a véredények és a szervek kötőszöveteit, amely a betegség jellegzetességeit adja.
Az EDS öröklésmenete az adott típustól függ. A legtöbb típus autoszomális domináns módon öröklődik, ami azt jelenti, hogy az adott gén két másolata közül az egyik is elég ahhoz, hogy kialakítsa a betegséget. Az EDS néhány esetben autoszomális recesszív módon öröklődik, ami azt jelenti, hogy a hibás gén mindkét példánya szükséges a betegség átörökítéséhez. Az állapot létrejöhet sajátos módon is, ez az ún. de novo vagy szétszórt mutáció.

## Diagnózis

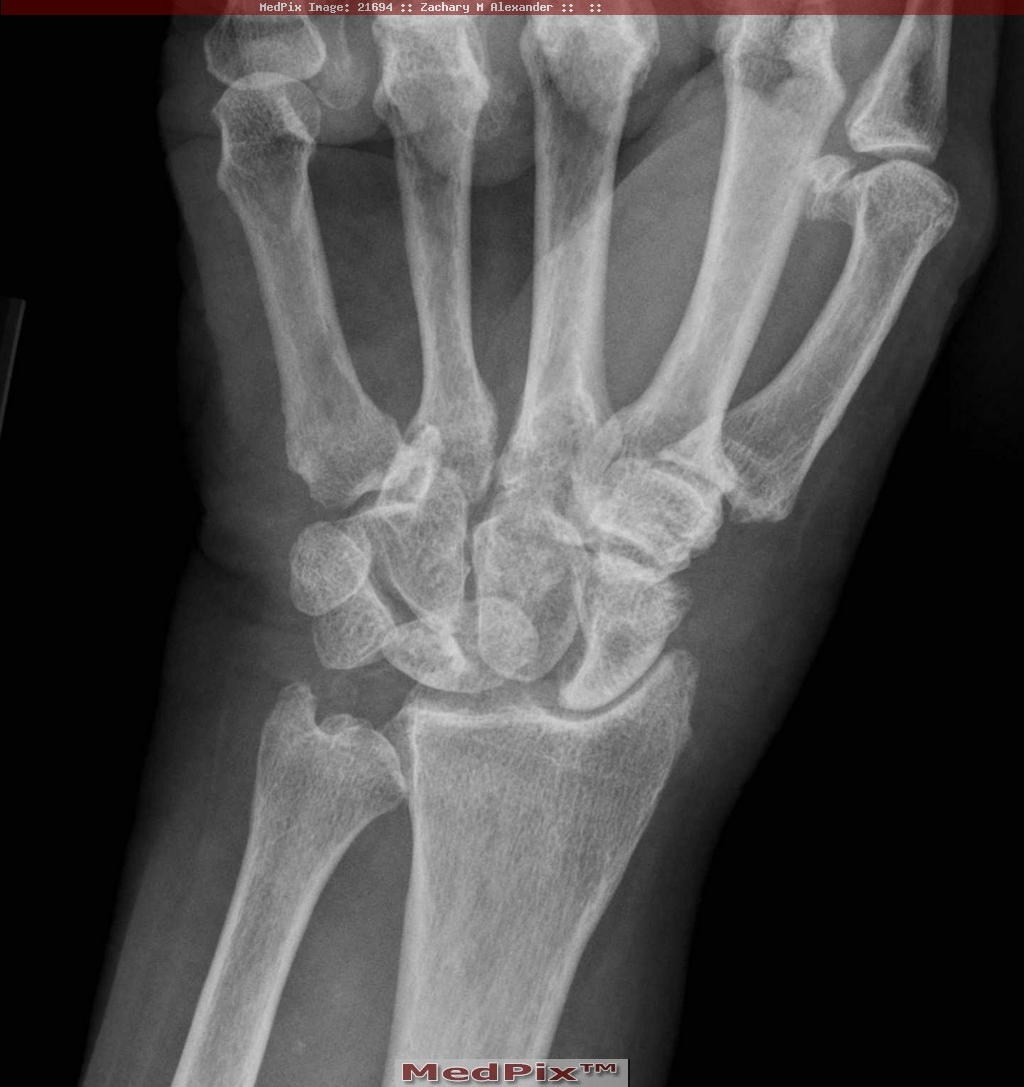
Röntgenfelvétel egy csukló csontjainak instabilitásáról

A diagnózist a kórtörténet és klinikai vizsgálatok alapján állítják fel. A Brighton-kritéria gyakran használt módszer az ízületi hipermobilitás súlyosságának megítélésére. A DNS- és biokémiai vizsgálatok segíthetnek azonosítani az érintett személyeket. A diagnosztikai vizsgálatok közé tartozik a kollagén génmutációs vizsgálata, a kollagéntipizálás szövettani vizsgálatokkal, EKG, lizil hidroxiláz- vagy oxidáz aktivitás. Ezek a tesztek azonban nem képesek megerősíteni az összes esetet, főleg egy feltérképezetlen mutáció esetén, ezért a genetikusok által végzett klinikai vizsgálatok elengedhetetlenek. Ha egy családban több érintett is van, akkor lehetőség van magzati DNS-vizsgálatok elvégzésére.

### Osztályozás
1997-ig az osztályozási rendszer 10 EDS-típust különböztetett meg, valamint  más nagyon ritka típusokat. Az osztályozási rendszer átalakítása után már csak 6 fő típusra osztották az EDS-t. A genetikusok elismerik, hogy más típusok is léteznek, de azokat csak egyes családokban dokumentálták. A hipermobilitás-típust (3-as típus) kivéve egyik kapcsolódó mutációt sem lehet azonosítani genetikai vizsgálatokkal, mert egyénenként is sok változat fordul elő. Azonban a negatív genetikai vizsgálati eredmények nem zárják ki a diagnózist, mivel még nem minden mutációt fedeztek fel; ezért a klinikai vizsgálatokon való részvétel nagyon fontos. Bár a besorolások jól meghatározottak, ritka, hogy valakinél kizárólag az egyik típus tünetei álljanak fent, ezért a típusok közötti átfedések helytelen diagnózishoz vezethetnek. Emiatt a betegek nem támaszkodhatnak arra a tényre, hogy az egyik meghatározott típusú EDS-ben szenvednek, ha egyes tünetek közötti átfedések vannak jelen náluk, mert ilyen esetben akár életveszélyes tünetek is fennállhatnak. Például lehetséges, hogy egy Klasszikus típusú EDS-ben szenvedő a Hipermobilitás típusra vagy a Vaszkuláris típusra jellemző tüneteket mutat.
A típusok (gyakorisági sorrendben) a következők:
| Megnevezés      | Szám                        | Leírás | OMIM           | Részt vevő gén(ek) |
| Hipermobilitás  | 3-as típus                  | 10 000-15 000 születésre egy eset jut. Autoszomális domináns vagy autoszomális recesszív módon öröklődik. Két különálló gén egyikében jelentkező mutáció is okozhatja ezt a típust (amelyek a vaszkuláris- és a Tenascin-hiányos EDS-ben is előfordulnak). Bár eddig csak egy család esetében mutatták ki a COL3A1 fehérjében lévő mutációt). Más vélekedések szerint a TNXB-vel kapcsolatos EDS egy külön altípus és különválasztandó a 3. (hipermobilitás) típustól. Az ízületek hipermobilitása ezen típus fő jellegzetessége kevésbé súlyos bőr-érintettséggel. Az ízületi instabilitás és a mozgásszervi fájdalom különösen jellemző ebben a típusban. A Hipermobilitás típusban szenvedők gyakori ízületi ficamokat tapasztalnak sérüléssel vagy anélkül. Emiatt a fájdalom egy általános, súlyos és élethosszig tartó tünete ennek a típusnak. Ezen felül az ízületi gyulladás gyakori és sokaknál már fiatalon kialakul. Ez a típus gyakran jár együtt szívbetegséggel.                                                                      | 130020         | TNXB, Néha a COL3A1 (lásd a jellemzés részben). A hipermobilitás típust is összefüggésbe hozták a szív ingerületvezetési zavaraival. |
| Klasszikus      | 1-es és 2-es típus          | Körülbelül 20,000-50,000 emberből egyet érint. Autoszomális domináns ódon öröklődik és az ötös és egyes típusú kollagént érinti. Az 1-es típus általában súlyos, a 2-es típus közepes vagy enyhe bőr-érintettséggel jár. A Klasszikus típusban szenvedők ugyanazokat a tüneteket észlelhetik, mint amik a Hipermobilitás típusban vannak jelen. A fő különbség, hogy a Klasszikus típusban fokozottabb a bőr érintettsége, míg a Hipermobilitás típusban inkább az ízületek érintettek. A Klasszikus EDS-ben szenvedőknek ugyanolyan súlyos ízületi problémáik lehetnek, mint a Hipermobilitás típussal érintetteknek. | 130000, 130010 | COL5A1, COL5A2, COL1A1 |
| Vaszkuláris     | 4-es típus                  | Autoszomális domináns módon örökölhető, 3-as típusú kollagén-szintézis-rendellenesség; 50,000-200,000 emberből egyet érint. A legtöbb esetet legtöbbször csak az érfal repedése után diagnosztizálják, tehát valószínűleg sok diagnosztizálatlan eset van. A Vaszkuláris a legveszélyesebb típus, mert az erek és a belső szervek érzékenyek és hajlamosak a szakadásra. Sok 4-es típusú EDS-ben szenvedőnek jellegzetes arca van (nagy szemek, kis áll, beesett orcák, vékony orr és száj, cimpa nélküli fül), alacsony termetű, vékony alkatú, és általában vékony, sápadt, áttetsző bőrű (az erek látszanak a mellkason és a hason), ami miatt a bőrön könnyen véraláfutások jelennek meg akár sérülés nélkül is (ecchymosis). A súlyosság foka a részt vevő mutációk természetétől függ. A jelenlegi statisztikák, melyek nagyrészt a későn diagnosztizált eseteken alapulnak, azt jelzik, hogy az ebben a típusban szenvedők negyedének 20 éves korára súlyos eü. problémája, 80%-ának pedig 40 éves korára életveszélyes szövődményei lesznek. | 130050         | COL3A1 |
| Kifoszkoliózis  | 6-os típus                  | Autoszomális recesszív módon öröklődik; a lizil hidroxiláz nevű enzim hiányán alapul. Nagyon ritka, alig 60 jelentett esettel. A Kifoszkoliózis-típus fő jellemzője a gerinc progresszív ferdülése (scoliosis) és vékony, kékes színű kötőhártya, valamint súlyos izomgyengeség. | 225400, 229200 | PLOD1 |
| Arthrochalasia  | 7-es típus (A és B altípus) | Autoszomális domináns módon öröklődik. Nagyon ritka, eddig csupán 30 esetet jelentettek. Az 1-es típusú kollagén rendellenessége. A fő jellemzője eredetileg a rendkívüli ízületi lazaság és a születéskori kétoldali csípőficam volt, de azóta a diagnózis feltételei a csípőficam nélkül is teljesülhetnek. Az ízületek sokkal lazábbak, mint a Hipermobilitás típusban. Ezt a típust a Hipermobilitás típusnál veszélyesebbnek ítélik. | 130060         | COL1A1, COL1A2 |
| Dermatosparaxis | 7-es típus (C altípus)      | Autoszomális recesszív módon öröklődik. Nagyon ritka, mindössze 10 esetet jelentettek. Sérülékeny és megereszkedett bőrrel jár. | 225410         | ADAMTS2 |

#### Egyéb típusok
Az EDS következő kategóriái puha, enyhén nyújtható bőrrel, vékony csontokkal, krónikus hasmenéssel, ízületi hipermobilitással, húgyhólyagszakadással, és elégtelen sebgyógyulással járhatnak. Ebben a csoportban X-hez kötött recesszív, autoszomális domináns és autoszomális recesszív öröklésminta mutatkozik. A kapcsolódó szindrómák típusai a fent felsoroltakon kívül többek között a következők:
- 305200 – 5-ös típus
- 130080 – 8-as típus – nem meghatározott gén, a locus 12p13
- 225310 – 10-es típus – nem meghatározott gén, a locus 2q34
- 608763 – Beasley–Cohen típus
- 130070 – Progeroid forma – B4GALT7
- 606408 – Tenascin-X hiány miatt – TNXB
- 130090 – Meghatározatlan típus
- 601776 – D4ST1-Hiányos Ehlers–Danlos-szindróma (Addukált hüvelykujj-dongaláb-szindróma) CHST14

### Megkülönböztető diagnózis
Sok betegség mutat az EDS-hez hasonló jellegzetességeket. Például cutis laxa nevű betegségben a bőr laza, lógó, ráncos. Az EDS-nél a bőr rugalmas, és meghúzása után visszatér eredeti helyzetébe. A Marfan-szindrómában az ízületek tág határok között mozgathatók és egyes szív-és érrendszeri tünetek is előfordulnak. Az EDS-es betegek általában ún. marfanoid alkatúak (magas, vékony, hosszú karok, pókszerű ujjak). Azonban egyes EDS-típusok egyéb jellegzetességekkel járnak, pl. alacsony termet, nagy szemek, kis száj és áll a kicsi szájpadlás miatt. A szájpadlás magas boltozatú lehet, ami fogtorlódást okoz. Az erek könnyen láthatók az áttetsző bőrön keresztül, főleg a mellkason. A múltban a Menkes-betegséget (réz-anyagcsere rendellenesség) az Ehlers–Danlos-szindróma egyik fajtájaként tartották számon. Nem ritkán a betegeket a pontos diagnózis előtt helytelenül fibromialgiával, vérzési zavarokkal, vagy más betegségekkel diagnosztizálják, mert azonos tüneteket mutatnak az EDS-sel. Ezen betegségek és a lehetséges szövődmények miatt, amelyek ellenőrizetlen EDS esetén merülhetnek fel, a pontos diagnózis nagyon fontos. A Pseudoxanthoma elasticum (PXE) nevű betegséget érdemes figyelembe venni a diagnózis felállításakor.

## Kezelés
Az Ehlers–Danlos-szindróma nem gyógyítható. A kezelés tüneti lehet. Gyakori szív- és érrendszeri ellenőrzés, fizioterápia, foglalkozásterápia és ortopédiai eszközök (pl. székek, merevítő, gipsz) hasznos lehet. Az ortopédiai eszközök hasznosak a további ízületi károk megelőzéséhez, különösen nagyobb távolságoknál, bár az érintetteknek nem tanácsos teljes mértékben ezekre támaszkodniuk, amíg más lehetőségük nincs a mozgásra. Ajánlott kerülni az olyan tevékenységeket, amelyek fokozottan igénybe veszik az ízületeket.
Az orvos gipsz használatát rendelheti el az ízületek stabilizálása érdekében. A betegnek ortopédiai ellátásra lehet szüksége (merevítő hordása). Az orvos fizio- vagy foglalkozásterápiát írhat fel az izmok erősítése és az ízületek helyes használata céljából.
A fizioterápiának különböző fajtái léteznek. A vízi terápia segíti az izmok fejlődését és koordinációját. A manuálterápia az ízületek mozgatását segíti. Ha a hagyományos kezelési típusok nem járnak sikerrel, ízületi műtétre lehet szükség. A szív- és emésztőrendszeri és egyéb fájdalmak kezelésére gyógyszer írhatnak fel. A zúzódások, sérülések csökkentése, valamint a sebgyógyulás javítása érdekében C-vitamin fogyasztása ajánlható. Az EDS-nél fellépő rengeteg szövődmény miatt az egészségügyi dolgozók részéről speciális elővigyázatosságra van szükség. A Vaszkuláris EDS-ben a hasi vagy mellkasi fájdalmakat sérüléseknél figyelembe kell venni.
Általánosságban az orvosi ellátás tüneti kezelésre korlátozódik. Teherbeesés előtt az EDS-es betegeknek genetikai tanácsadás ajánlott, illetve fontos tisztában lenniük a terhesség által hordozott kockázatokkal. Az EDS-es gyerekeket tájékoztatni kell az állapotukról, hogy megértsék, miért kell kerülniük egyes sportokat és a nehéz fizikai aktivitással járó tevékenységeket. A gyerekeknek fontos tudniuk, hogy a szokatlan mozdulatokat -amelyeket laza ízületeik miatt véghez tudnak vinni- nem ajánlott megtenni, mert ez az ízületek korai károsodásához vezethet. A betegeknek nehéz együtt élni az állapotuk hátulütőivel. Ilyenkor az érzelmi támogatás és a viselkedés-, valamint pszichoterápia hasznos lehet. A támogatói csoportok sokat segíthetnek azoknak, akik jelentős életmódbeli változásokon mentek keresztül, vagy nagyon rossz az egészségi állapotuk. A családtagokat, barátokat, tanárokat tájékoztatni kell az EDS-ről, hogy elfogadják, és segítséget tudjanak nyújtani a gyermeknek.
Az összes hagyományos terápia -a gipszelést kivéve- hatástalannak bizonyult a csuklóízületi-instabilitással szemben. L. Rombaut kimutatta, hogy az esetek majdnem 40%-ában a konzervatív terápia semleges vagy akár negatív hatással jár.
Az instabilitás ellen alkalmazott hagyományos terápia hosszútávon hatástalan lehet.

### Műtéti eljárás
Az ízületi instabilitás, amely részleges ficamokhoz és ízületi fájdalomhoz vezet, gyakran igényel műtéti beavatkozást. Az instabilitás bármely ízületeket érinti, de leggyakrabban az alsó- és felső végtagokat, a csuklót, az ujjakat, a vállat, a térdet, a csípőt és a bokát érinti.
Az általános orvosi eljárások a sebtisztítás, íncsere, ízületi pótlás. Tanulmányok kimutatták, hogy a műtét után a stabilizáció, a fájdalomcsökkenés, a beteg elégedettsége javulhat, de a műtét nem garantálja az optimális eredményt: egyes betegek és sebészek azt jelentették, hogy elégedetlenek az eredménnyel. Egyetértés van abban, hogy a konzervatív kezelés hatékonyabb, mint a műtét, különösen, mivel a betegek a műtéti szövődmények kockázatát vállalják a betegség miatt. Három alapvető sebészeti probléma merül fel az  EDS-val kapcsolatban: a szövetek csökkent ereje, ami miatt a  szövetek kevésbé alkalmasak a műtétre; a gyenge erek problémákat okozhatnak a műtét során; valamint a sebgyógyulás gyakran lassú vagy hiányos. Ha fontolóra vesszük a sebészeti beavatkozást, ajánlott tapasztalt és nagy tudással rendelkező sebész segítségét igénybe venni.
Tanulmányok kimutatták, hogy a helyi érzéstelenítők, artériás katéterek, központi vénás katéter használatánál nagyobb a kockázata a vérömleny kialakulásának, ha a betegek Ehlers–Danlos-szindrómában szenvednek.

## Prognózis
A kilátások az egyének EDS típusától függnek. A tünetek súlyossága eltérő lehet, még az egyes altípusokban is, és a szövődmények gyakorisága is egyénenként változik. Vannak, akiknek elhanyagolhatóak a tünetei, míg másokat szigorúan korlátoznak a mindennapi életben. Az extrém ízületi instabilitás, a krónikus mozgásszervi fájdalom, a degeneratív ízületi betegségek, a gyakori sérülések, a gerincdeformitások korlátozhatják a mozgásképességet. A súlyos gerinc-deformitások befolyásolhatják a légzést. Extrém ízületi instabilitás esetén ficamokat okozhatnak az egyszerű feladatok, mint például az ágyban való megfordulás, vagy a kilincs lenyomása. A másodlagos állapotok, például a vegetatív zavar vagy keringési problémák, amelyek bármelyik típusban előfordulnak, hatással lehetnek a kilátásokra és az életminőségre. Súlyos mozgással kapcsolatos fogyatékosság gyakrabban fordul elő a hipermobilitás típusban, mint a klasszikus vagy vaszkuláris típusban.
Bár mindegyik típus potenciálisan életveszélyes, a többségnek normális az élettartama. Azonban akiknél megfigyelhető a vérerek törékenysége, azoknál magas a halálos szövődmények kockázata. Az artériás szakadás a hirtelen halál leggyakoribb oka az EDS-ben. Spontán artériás szakadás leggyakrabban a 20 és 30 évesekben fordul elő, de bármikor jelentkezhet. Az átlagos várható élettartam a vaszkuláris EDS-ben szenvedőknél 48 év.
Az EDS egész életen át tartó állapot. Egyesek naponta társadalmi akadályokkal szembesülhetnek betegségük miatt.  Néhányan arról számoltak be, hogy a lehetséges artériás szakadások, az állapotromlás, a munkanélkülivé válás (fizikai és érzelmi terhek, vagy a társadalmi megbélyegzés következtében) miatt jelentős félelemben élnek.

## Előfordulás
Az Ehlers–Danlos-kór egy örökletes betegség, ami kb. 5000 születésenként egyszer fordul elő világszerte. Kezdetben az előfordulását 1:250 000-500 000-re tették, de ezek a becslések hamar pontatlanokká váltak, amint a betegséget tovább kutatták, és a tudósok nagyobb tudással rendelkeztek az EDS diagnosztikájában. Manapság sok szakértő gondolja, hogy az Ehlers–Danlos-szindróma sokkal gyakoribb lehet, mint ahogy azt a jelenlegi statisztikák mutatják, mert a tünetek súlyossága igen változatos lehet. A hat típus előfordulása rendkívül eltérő. A leggyakoribb típus a hipermobilitás típus, melyet a klasszikus típus követ. Az Ehlers–Danlos-szindróma többi típusa nagyon ritka. Például eddig kevesebb, mint 10 dermatosparaxis típusba tartozó esetet dokumentáltak világszerte. Az Ehlers–Danlos-kór nőket és férfiakat egyaránt érint, rassztól és hovatartozástól függetlenül, bár egyes típusok gyakrabban előfordulnak bizonyos népcsoportokban.

## Fordítás
Ez a szócikk részben vagy egészben  az   Ehlers–Danlos syndrome című angol Wikipédia-szócikk ezen változatának fordításán alapul.  Az eredeti cikk szerkesztőit annak laptörténete sorolja fel. Ez a jelzés csupán a megfogalmazás eredetét és a szerzői jogokat jelzi, nem szolgál a cikkben szereplő információk forrásmegjelöléseként.